# Formosa-Grüntaube
Die Formosa-Grüntaube (Treron formosae), auch Taiwan-Grüntaube oder Taiwan-Fruchttaube genannt, ist eine Art der Taubenvögel. Sie ist in Südostasien in mehreren Unterarten verbreitet und zählt mit der Siebold-Grüntaube zu den Grüntauben mit dem nördlichsten Verbreitungsgebiet.
Die Bestandssituation der Formosa-Grüntaube wird von der IUCN mit potentiell gefährdet (near threatened) angegeben, da die Bestandszahlen stetig zurückgehen.

## Erscheinungsbild

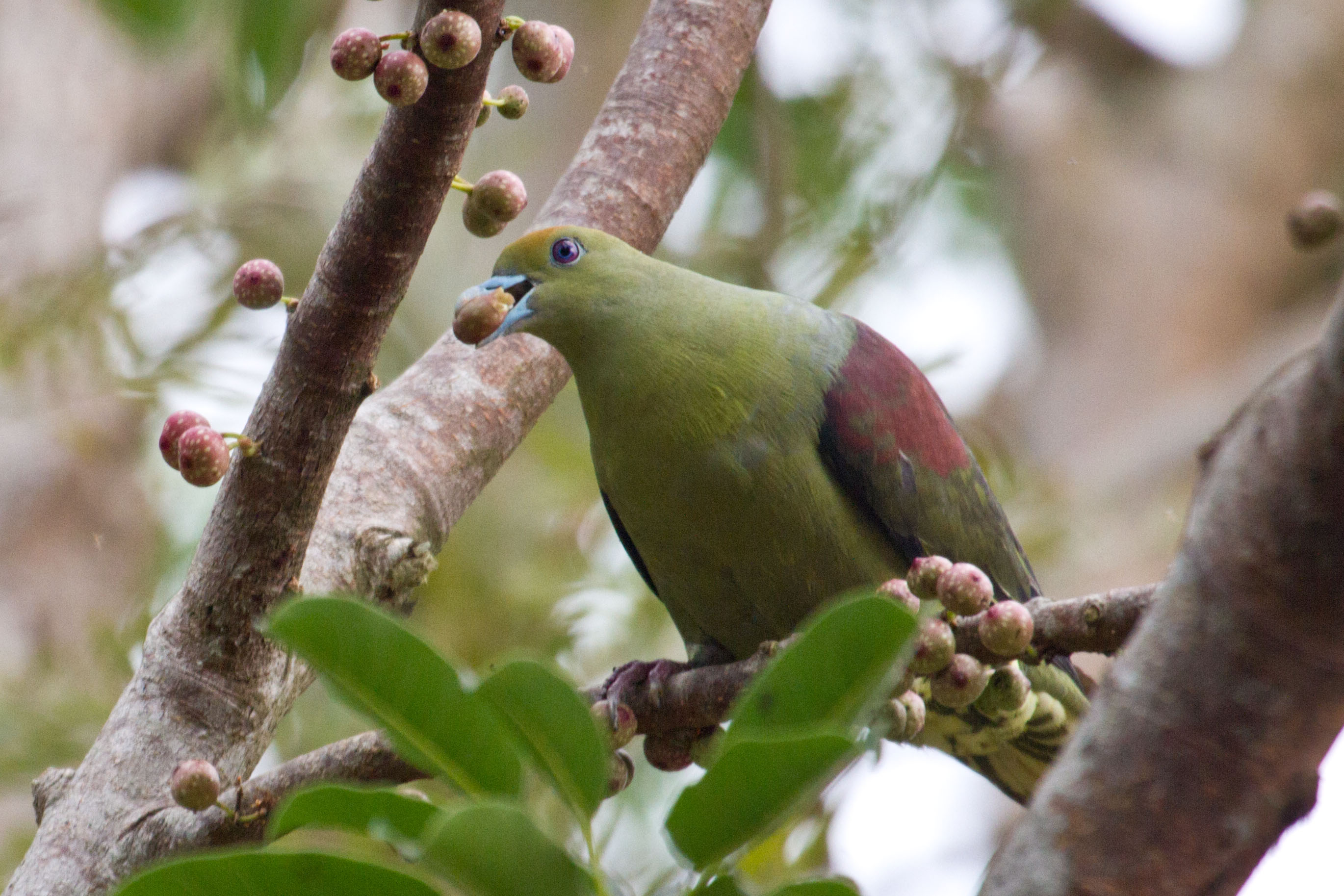
Männliche Formosa-Grüntaube beim Fressen

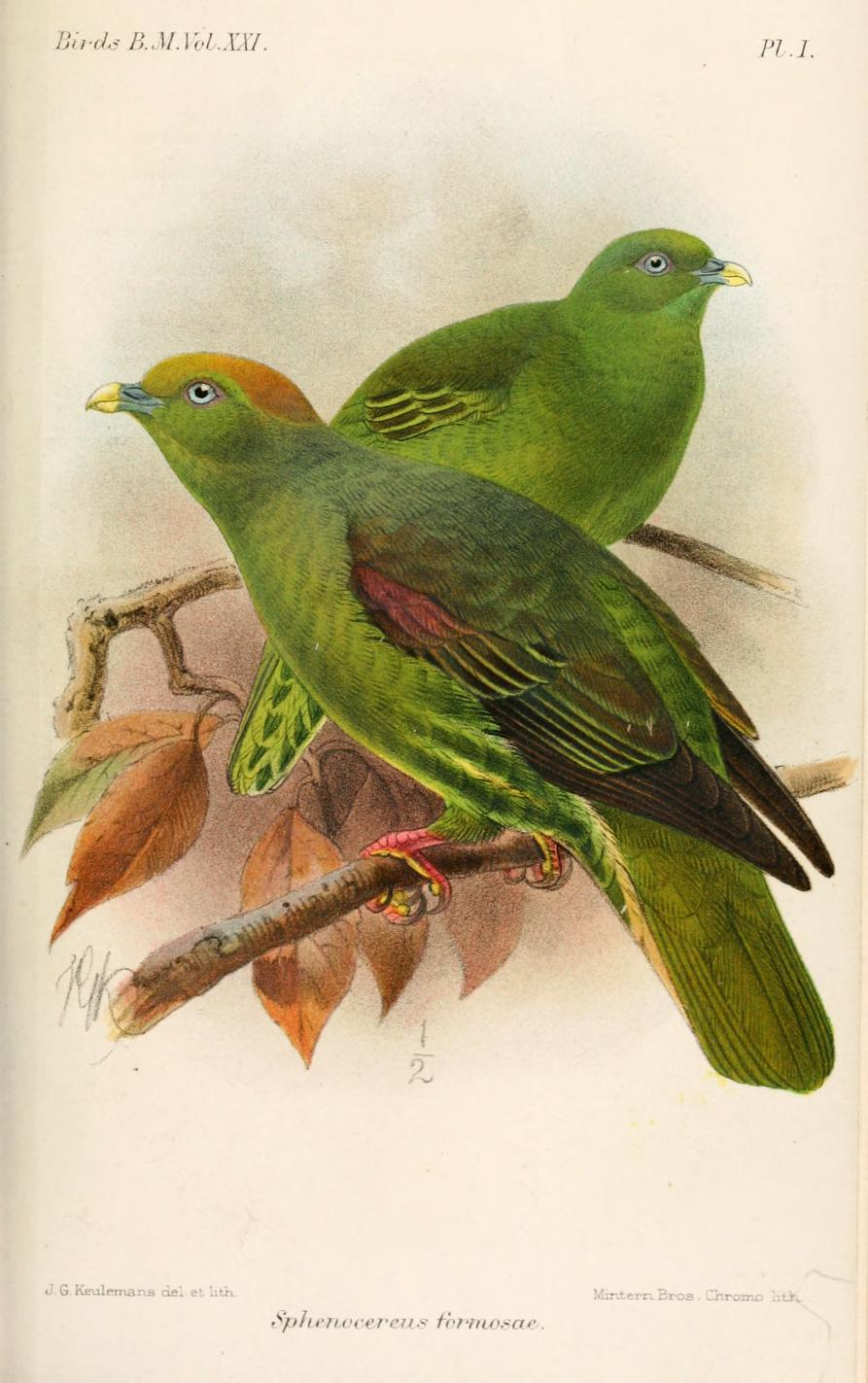
Formosa-Grüntaube, Zeichnung von Keulemans, 1893

Die Formosa-Grüntaube erreicht eine Körperlänge von 33 Zentimeter. Sie ist eine mittelgroße, kompakt gebaute Taube, die etwas größer ist als eine Lachtaube. Auf den Schwanz entfallen zwischen 10,2 und 12,1 Zentimeter. Der Schnabel ist zwischen 1,8 und 1,9 Zentimeter lang. Der Geschlechtsdimorphismus ist gering ausgeprägt.

### Erscheinungsbild des Männchens
Beim Männchen ist die Wachshaut des Schnabels nahezu unbefiedert. Der Vorderkopf und die Zügel sind gelblich-olivfarben und gehen in einen rotbraunen bis orangen Scheitel und Nacken über. Der Hals ist matt grau-oliv, der Mantel ist dunkelgrün. Die kleinen Flügeldecken sind dunkel rotbraun, die mittleren sind dunkelgrün mit einer individuell unterschiedlichen rotbraunen Überwaschung. Die großen Flügeldecken sind schwärzlich mit leuchtend gelben Säumen an den Außenfahnen. Die Armschwingen sind schwärzlich mit einer schmalen blassgelben Säumung an den Außenfahnen. Die Handschwingen sind schwarz. Der Rücken und die Oberschwanzdecken sind dunkelgrün. Die Steuerfedern sind etwas heller und haben bis auf das mittlere Paar breite schwarze Säume.
Das Kinn, die Kehle, die Ohrdecken und die Brust sind apfelgrün, der Bauch ist etwas gelblicher. Der Bürzel und die Schenkel sind blassgelb mit dunkelgrünen Federschäften. Die Unterschwanzdecken sind blassgelb, die längeren Federn haben auch hier dunkelgrüne Federschäfte.
Die Iris ist rot, der unbefiederte Orbitalring ist blau, der Schnabel und die Wachshaut ist leuchtend blau, die Schnabelspitze ist grauer. Die Füße und Beine sind rot.

### Erscheinungsbild der Weibchen
Die Weibchen ähneln den Männchen. Bei ihnen ist jedoch der Vorderkopf matter grün und dem Scheitel fehlt der orangefarbene Ton. Der Mantel und die kleinen Flügeldecken sind dunkelgrün.  Die Körperunterseite ist matter und dunkler grün.

## Verwechselungsmöglichkeiten
Im Verbreitungsgebiet der Formosa-Grüntaube kommt auch die Siebold-Grüntaube vor, die ebenfalls zu den Grüntauben gehört. Die Siebold-Grüntaube ist jedoch insgesamt heller. Gesicht und Brust sind gelblicher, der Bauch ist weiß bis blassgelb. Bei beiden Geschlechtern fehlt der orangefarbene Ton des Scheitels.

## Verbreitungsgebiet
Die Formosa-Grüntaube kommt auf Taiwan, der Insel Lan Yu, Calayan Island, Camiguin Island und Sabtang vor. Auf Taiwan ist die Taube sehr selten. Auf den übrigen Inseln ihres Verbreitungsgebietes ist die Art nur in einigen Regionen häufiger.
Auf Taiwan kommt die Taube überwiegend in Gebirgswäldern vor. In anderen Regionen des Verbreitungsgebietes besiedelt sie tropische und subtropische Wälder und Agrarflächen der Tiefebenen und Vorgebirge.

## Lebensweise
Die Formosa-Fruchttaube frisst überwiegend Früchte sowie gelegentlich auch Samen. Kleine Feigen spielen in ihrer Ernährung eine besondere Rolle. Das Nest wird hoch in Bäumen errichtet. Es ist eine taubentypische lose Plattform aus kleinen Ästchen. Das Gelege besteht aus zwei weißen Eiern.